# Liatongus gagatinus
Liatongus gagatinus là một loài bọ cánh cứng trong họ Bọ hung (Scarabaeidae).